# Eriocaulon rubescens
Eriocaulon rubescens är en gräsväxtart som beskrevs av Harold Norman Moldenke. Eriocaulon rubescens ingår i släktet Eriocaulon och familjen Eriocaulaceae. Inga underarter finns listade i Catalogue of Life.